# Elhadj Ibrahima Diallo
Pour les articles homonymes, voir Diallo.
Elhadj Ibrahima Diallo est un député et homme politique guinéen.
Député uninominale de Télimélé de mars 2020 au 5 septembre 2021.

## Biographie
Député uninominale de la commune de Télimélé de 2020 en 2021 de la dernier législation de mars 2020, de la 9eme législative de la république de Guinée sous la présidence Alpha Condé.